# 1455
Пізнє Середньовіччя •  Відродження •  Реконкіста •  Ганза •  Ацтецький потрійний союз •  Імперія інків

## Геополітична ситуація
Османську державу очолює Мехмед II Фатіх (до 1481). Імператором Священної Римської імперії є Фрідріх III (до 1457). У Франції королює Карл VII Звитяжний (до 1461).
Апеннінський півострів розділений: північ належить Священній Римській імперії, середню частину займає Папська область, південь належить Неаполітанському королівству. Деякі міста півночі: Венеція, Флоренція, Генуя тощо, мають статус міст-республік.
Майже весь Піренейський півострів займають християнські Кастилія і Леон, де править Енріке IV (до 1474), Арагонське королівство на чолі з Альфонсо V Великодушним (до 1458) та Португалія, де королює Афонсо V (до 1481). Під владою маврів залишилися тільки землі на самому півдні.
Генріх VI є королем Англії (до 1461), королем Данії та Норвегії — Кристіан I (до 1481), Швеції — Карл VIII Кнутсон (до 1457). Королем Угорщини та Богемії є Ладіслав Постум. У Польщі королює, а у Великому князівстві Литовському княжить Казимир IV Ягеллончик (до 1492).
Частина руських земель перебуває під владою Золотої Орди. Галичина входить до складу Польщі. Волинь належить Великому князівству Литовському. Московське князівство очолює Василь II Темний.
На заході євразійських степів від Золотої Орди відокремилися Казанське ханство, Кримське ханство, Ногайська орда. У Єгипті панують мамлюки, а Мариніди — у Магрибі. У Китаї править династія Мін. Значними державами Індостану є Делійський султанат, Бахмані, Віджаянагара. В Японії триває період Муроматі.
У Долині Мехіко править Ацтецький потрійний союз на чолі з Монтесумою I (до 1469). Цивілізація мая переживає посткласичний період. В Імперії інків править Панчакутек Юпанкі.

## Події
- Засновано село Божиків, Бережанський район, Тернопільська область.
- 22 травня битвою при Сент-Олбансі (поблизу Лондона) між військами короля Генріха VI Ланкастера і Річарда, герцога Йоркського, почалась тридцятирічна війна за англійський престол, названа війною Червоної та Білої Троянд (за кольором троянд у відповідних родових гербах).
- Розпочався понтифікат Калікста III.
- Розпочався процес реабілітації Жанни д'Арк.
- Після нападу турків і татар молдавський господар Петро Арон змушений платити 2000 золотих данини.

## Народились
- Тулліо Ломбардо, італійський скульптор

## Померли
- 18 лютого — У Римі у віці 55-и років помер видатний італійський живописець Анджеліко (Джованні да Ф'єзоле), представник флорентійської школи періоду Раннього Відродження (Коронування Марії, фрески монастиря Сан-Марко у Флоренції, капела Миколи V у Ватикані).
- 1 грудня — У Флоренції у віці 74-х років помер італійський скульптор і ювелір епохи Раннього Відродження, представник флорентійської школи Лоренцо Гіберті.